# Whitney Wolfe Herd
Whitney Wolfe Herd   (Salt Lake City, 1 de juliol de 1989) és una emprenedora estatunidenca. És la directora executiva de Bumble, i cofundadora de l'aplicació de cites Tinder. Bumble va néixer quan el fundador de Badoo va contactar a Wolfe Herd per crear una plataforma de cites i es va associar amb ella en 2011. Segons Forbes, la companyia està valorada en més de mil milions de dòlars.
Wolfe Herd va ser nomenada com una de les 30 dones més influents menors de 30 en tecnologia en 2014. En 2016, va ser nomenada com una de les Dones en tecnologia d'Elle. Wolfe Herd també va ser nomenada com una de les 30 menors de 30 de Forbes en 2017 i 2018. A més, va ser nomenada com una de les 15 dones emprenedores d'Inc en 2.017, i ha estat en les portades de Forbes, Fast Company i Wired l'abril de 2018 va figurar a la llista Time 100.